# Forest Heath
Forest Heath is een plaats in het graafschap Suffolk, district West Suffolk en telt 55.510 inwoners. De oppervlakte bedraagt 378 km².
Van de bevolking is 14,9% ouder dan 65 jaar. De werkloosheid bedraagt 2,2% van de beroepsbevolking (cijfers volkstelling 2001).
Een plaats in Forest Heath is Newmarket.